# Шевкет Тургут паша
Шевкет Тургут паша (на турски: Şevket Turgut Paşa) е османски военен и държавник.

## Биография
Шевкет Тургут е роден през 1857 година в Цариград, тогава в Османската империя. Участва в Младотурското движение. По време на Контрапреврата на Абдул Хамид II от 19 април (31 март по календара Руми) 1909 година, насочен срещу Младотурската революция, Шевкет Тургут паша окупира Йълдъз сарай в Цариград. В началото на 1910 година потушава албанското въстание в Косово, а на връщане ръководи Обезоръжителната акция на младотурците, която цели да неутрализира бившите дейци от ВМОРО.
Участва в Балканските войни и Първата световна война. В правителството на Дамат Ферид паша първо е министър на вътрешните работи, а след това за 10 дни министър на войната. Заради подкрепата си за въстаническата националистическа организация (Kuva-yi Milliye) през 1921 година е принуден да напусне военна служба. Умира на 23 март 1924 година в Цариград.